# Phyllochaetopterus herdmani
Phyllochaetopterus herdmani är en ringmaskart som först beskrevs av Hornell in Willey 1905.  Phyllochaetopterus herdmani ingår i släktet Phyllochaetopterus och familjen Chaetopteridae. Inga underarter finns listade i Catalogue of Life.